# Ковальчук Галина Василівна
Галина Василівна Ковальчук (нар.. 3 жовтня 1938, с. Рудня-Крупчатка Лугинського району Житомирської області, Українська РСР, СРСР — пом. 11 травня 2019, м. Севастополь, Автономна Республіка Крим) — український вчений у галузі педагогіки та методики викладання природознавства, зоології та екології, кандидат педагогічних наук (1974), доцент (1977), професор кафедри природничих дисциплін (1990), Заслужений працівник народної освіти України (1994).

## Життєпис
Галина Ковальчук народилася 1938 року в с. Рудня-Крупчатка Лугинського району Житомирської області.
1961 року закінчила біологічний факультет Ужгородського державного університету за спеціальністю «зоологія». Чотири роки (до 1965 року) працювала вчителькою біології у сільських школах Вінниччини та Житомирщини. 1965 року перейшла на наукову роботу і обійняла посаду науковому співробітника зоологічного музею Ужгородського державного університету.
1967 року переїхала до міста Глухова на Сумщині. Тут вона обіймала посади викладача, старшого викладача, доцента, завідуючої кафедрою природничих дисциплін та професора Глухівського державного педагогічного інституту ім. С. М. Сергєєва-Ценського (нині Глухівський національний педагогічний університет ім. О. Довженка). Довгий час була провідним викладачем курсу «Зоологія з основами екології» у глухівському виші.
Померла 11 травня 2019 року в м. Севастополь, Автономна Республіка Крим.

## Наукова діяльність
Галина Ковальчук досконало володіла методикою викладання, активно займалася науково-дослідною та науково-методичною роботою.
Кандидат педагогічних наук (1974), доцент (1977), професор кафедри природничих дисциплін (1990).
Була членом редакційної колегії журналу «Початкова школа», науковим кореспондентом відділу початкового навчання науково-дослідного інституту педагогіки Української РСР. Входила до складу координаційної ради України з проблем екологічної освіти брала активну участь у розробці концепції екологічної освіти в школах України.

### Наукові праці
Авторка понад 100 науково-методичних публікацій у журналах, збірниках з проблем природознавства, екології, зоології та навчальних посібників для студентів педагогічних вишів, зокрема:
- «Методика викладання природознавства» (1981, 1990);
- «Зоологія з основами екології» (1988, 2000, 2001, 2003, 2007);
- «Методичні рекомендації з основ екології» (1999).

## Нагороди та відзнаки
- Відмінник народної освіти Української РСР (1987).
- Заслужений працівник народної освіти України (1994).
- Почесна грамота Міністерства освіти і науки України (1998).